# Monthenault
Monthenault est une commune française située dans le département de l'Aisne, en région Hauts-de-France.
Située entre le Chemin des Dames et Laon, la commune fut durement touchée par la Première Guerre mondiale.

## Géographie

### Localisation
1. Carte dynamique
2. Carte OpenStreetMap
3. Carte topographique
4. Carte avec les communes environnantes

Monthenault est située dans la région Hauts-de-France, au centre du département de l'Aisne. La commune appartient au canton de Laon-2 et à la communauté de communes du Laonnois.
La commune se trouve à 9,6 km au sud-est de la ville préfecture et bureau centralisateur du canton, Laon, et à 118,6 km au nord-est de la capitale, Paris.
| Presles-et-Thierny, Lierval | Bruyères-et-Montbérault     | Bruyères-et-Montbérault |
| Colligis-Crandelain         | Monthenault                 | Bruyères-et-Montbérault |
| Pancy-Courtecon             | Pancy-Courtecon, Chamouille | Chamouille              |

### Hydrographie
La commune est située dans le bassin Seine-Normandie. Elle est drainée par le cours d'eau 01 de la commune de Pancy-Courtecon et le ruisseau du Moulin Deduits,,.

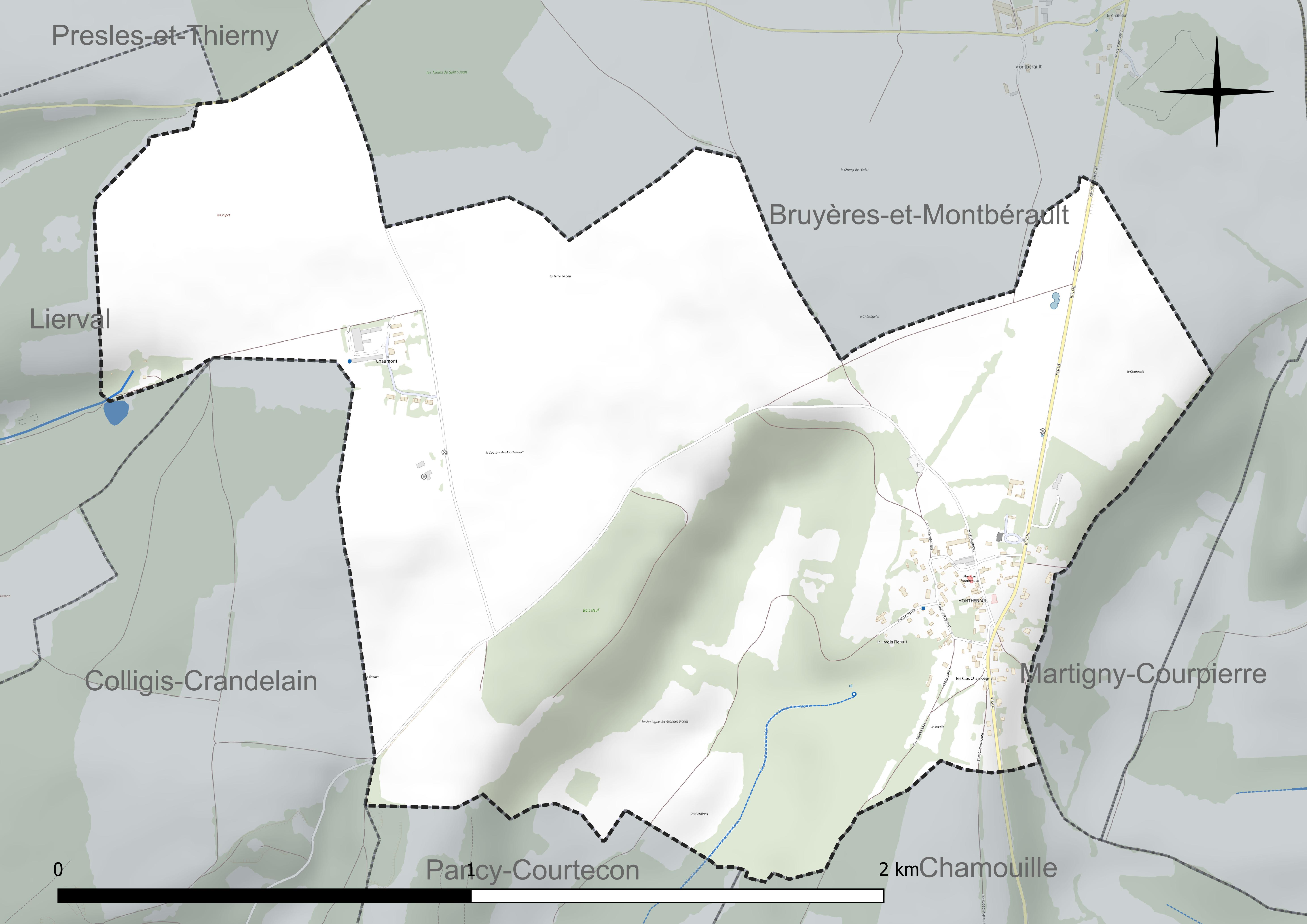
Réseau hydrographique de Monthenault.

### Climat
Pour des articles plus généraux, voir Climat des Hauts-de-France et Climat de l'Aisne.
En 2010, le climat de la commune est de type climat océanique dégradé des plaines du Centre et du Nord, selon une étude du CNRS s'appuyant sur une série de données couvrant la période 1971-2000. En 2020, Météo-France publie une typologie des climats de la France métropolitaine dans laquelle la commune est exposée à un climat océanique altéré et est dans la région climatique Nord-est du bassin Parisien, caractérisée par un ensoleillement médiocre, une pluviométrie moyenne régulièrement répartie au cours de l'année et un hiver froid (3 °C).
Pour la période 1971-2000, la température annuelle moyenne est de 10,2 °C, avec une amplitude thermique annuelle de 14,9 °C. Le cumul annuel moyen de précipitations est de 758 mm, avec 12,5 jours de précipitations en janvier et 8,5 jours en juillet. Pour la période 1991-2020, la température moyenne annuelle observée sur la station météorologique la plus proche, située sur la commune de Martigny-Courpierre à 1 km à vol d'oiseau, est de 10,7 °C et le cumul annuel moyen de précipitations est de 734,4 mm,. Pour l'avenir, les paramètres climatiques de la commune estimés pour 2050 selon différents scénarios d'émission de gaz à effet de serre sont consultables sur un site dédié publié par Météo-France en novembre 2022.

## Urbanisme

### Typologie
Au 1er janvier 2024, Monthenault est catégorisée commune rurale à habitat dispersé, selon la nouvelle grille communale de densité à 7 niveaux définie par l'Insee en 2022.
Elle est située hors unité urbaine. Par ailleurs la commune fait partie de l'aire d'attraction de Laon, dont elle est une commune de la couronne,. Cette aire, qui regroupe 106 communes, est catégorisée dans les aires de 50 000 à moins de 200 000 habitants,.

### Occupation des sols
L'occupation des sols de la commune, telle qu'elle ressort de la base de données européenne d'occupation biophysique des sols Corine Land Cover (CLC), est marquée par l'importance des territoires agricoles (73,4 % en 2018), une proportion identique à celle de 1990 (73,4 %). La répartition détaillée en 2018 est la suivante : 
terres arables (73,3 %), forêts (26,6 %), zones agricoles hétérogènes (0,1 %).
L'évolution de l'occupation des sols de la commune et de ses infrastructures peut être observée sur les différentes représentations cartographiques du territoire : la carte de Cassini (XVIIIe siècle), la carte d'état-major (1820-1866) et les cartes ou photos aériennes de l'IGN pour la période actuelle (1950 à aujourd'hui).

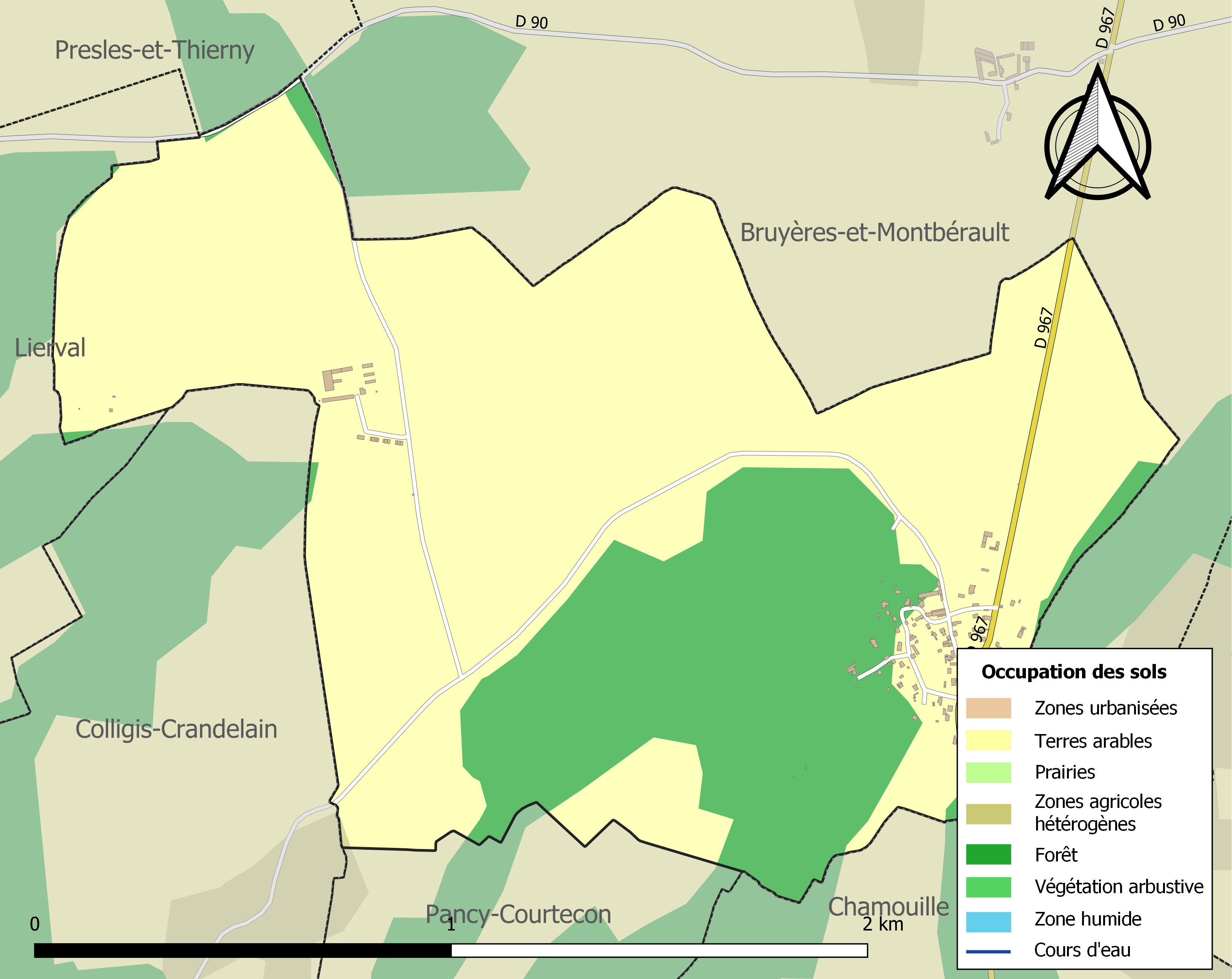
Carte de l'occupation des sols de la commune en 2018 (CLC).

### Voies de communication et transports

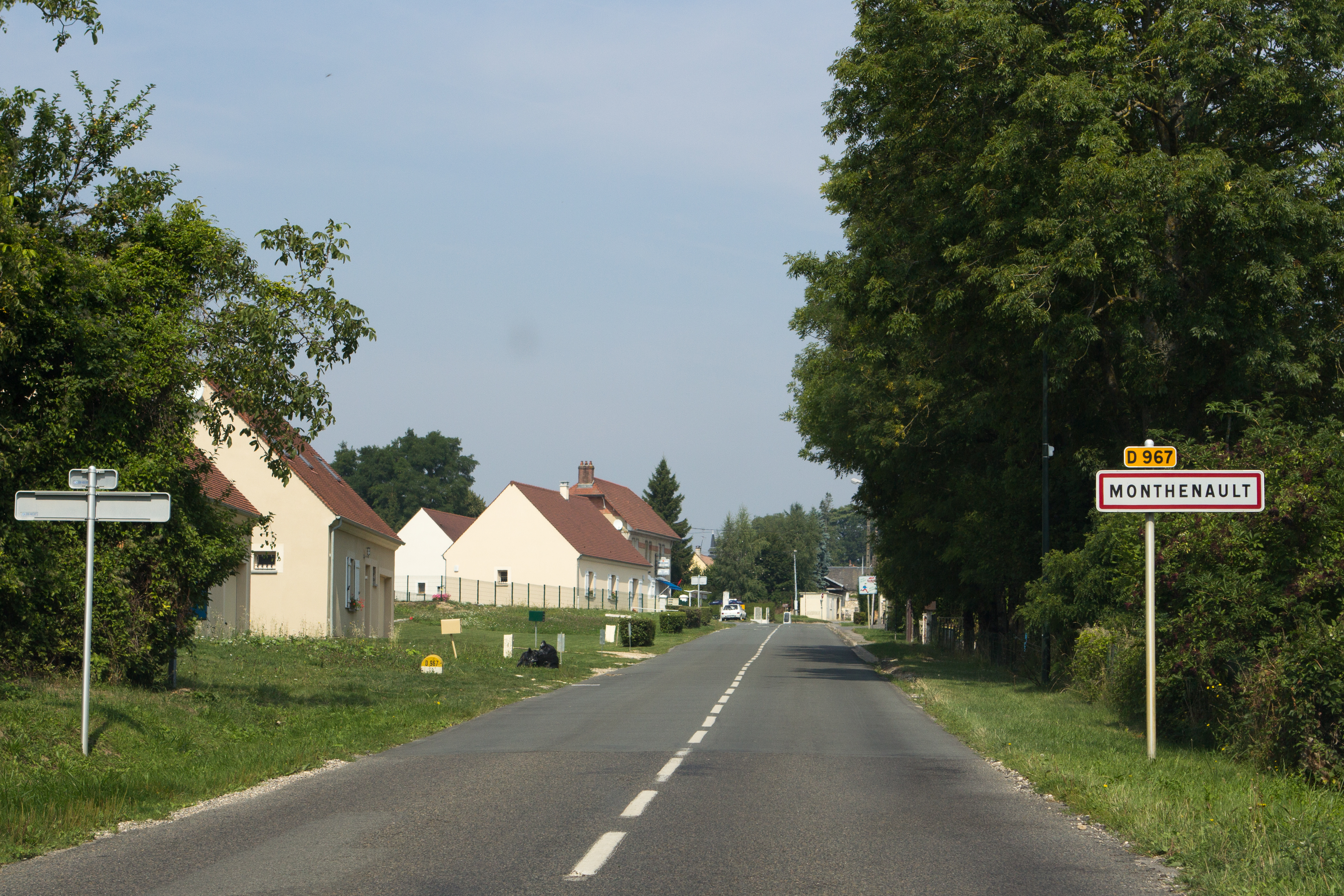
Entrée Sud de Monthenault.

## Toponymie
Le nom de la localité est attesté sous les formes Mons-Hunoth (1143) ; Mons-Hunoldi (1159) ; Territorium de Monte-Hunodi (1194) ; Monthainaut (1237) ; Monthenout (XIIIe siècle) ; Monthennout (1326) ; Mons-Henaudi, Mons-Henodi (1340) ; Monhenaut (1389) ; Monhenault (1515) ; Monthenot (1411) ; Montenault (1605) ; Mons-Henodii (1644) ; Paroisse de Saint-Martin-de-Monhennault (1671) ; Moineau (1684) ; Monshaynault (1691).

## Politique et administration

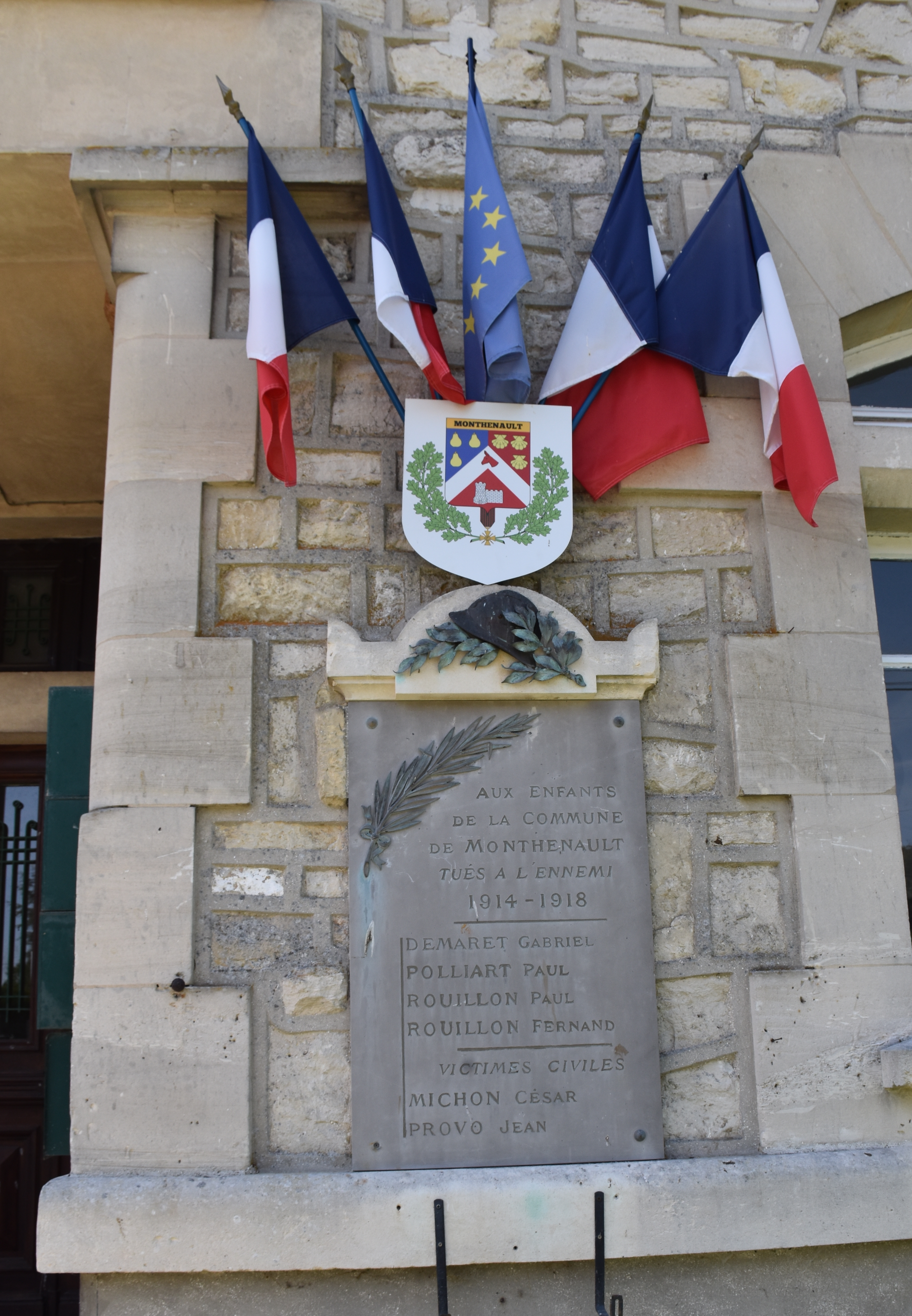
Plaque hommage 14-18 sur le mur de la mairie.

### Découpage territorial
La commune de Monthenault est membre de la communauté d'agglomération du Pays de Laon, un établissement public de coopération intercommunale (EPCI) à fiscalité propre créé le 1er janvier 2014 dont le siège est à Aulnois-sous-Laon. Ce dernier est par ailleurs membre d'autres groupements intercommunaux.
Sur le plan administratif, elle est rattachée à l'arrondissement de Laon, au département de l'Aisne et à la région Hauts-de-France. Sur le plan électoral, elle dépend du  canton de Laon-2 pour l'élection des conseillers départementaux, depuis le redécoupage cantonal de 2014 entré en vigueur en 2015, et de la première circonscription de l'Aisne  pour les élections législatives, depuis le dernier découpage électoral de 2010.

### Administration municipale

#### Liste des maires
| Période                                  | Période                       | Identité         | Étiquette | Qualité                                                     |
| ---------------------------------------- | ----------------------------- | ---------------- | --------- | ----------------------------------------------------------- |
| Les données manquantes sont à compléter. |                               |                  |           |                                                             |
| 1993                                     | mars 2008                     | Jean-Luc Barbier |           |                                                             |
| avant 1988                               | ?                             | Jean Bertrand    |           |                                                             |
| mars 2008                                | En cours (au 28 juillet 2020) | Pierrette Druet  | DVD       | Retraitée Fonction publique Réélue pour le mandat 2020-2026 |

## Population et société

### Démographie
L'évolution du nombre d'habitants est connue à travers les recensements de la population effectués dans la commune depuis 1793. Pour les communes de moins de 10 000 habitants, une enquête de recensement portant sur toute la population est réalisée tous les cinq ans, les populations de référence des années intermédiaires étant quant à elles estimées par interpolation ou extrapolation. Pour la commune, le premier recensement exhaustif entrant dans le cadre du nouveau dispositif a été réalisé en 2008.

En 2022, la commune comptait 145 habitants, en évolution de −5,84 % par rapport à 2016 (Aisne : −1,97 %, France hors Mayotte : +2,11 %).
| 1793 | 1800 | 1806 | 1821 | 1831 | 1836 | 1841 | 1846 | 1851 |
| ---- | ---- | ---- | ---- | ---- | ---- | ---- | ---- | ---- |
| 171  | 203  | 214  | 205  | 209  | 213  | 194  | 185  | 201  |

| 1856 | 1861 | 1866 | 1872 | 1876 | 1881 | 1886 | 1891 | 1896 |
| ---- | ---- | ---- | ---- | ---- | ---- | ---- | ---- | ---- |
| 193  | 171  | 179  | 179  | 181  | 169  | 180  | 171  | 144  |

| 1901 | 1906 | 1911 | 1921 | 1926 | 1931 | 1936 | 1946 | 1954 |
| ---- | ---- | ---- | ---- | ---- | ---- | ---- | ---- | ---- |
| 154  | 151  | 134  | 89   | 121  | 113  | 131  | 107  | 138  |

| 1962 | 1968 | 1975 | 1982 | 1990 | 1999 | 2006 | 2008 | 2013 |
| ---- | ---- | ---- | ---- | ---- | ---- | ---- | ---- | ---- |
| 118  | 99   | 94   | 88   | 102  | 106  | 111  | 113  | 150  |

| 2018 | 2022 | - | - | - | - | - | - | - |
| ---- | ---- | - | - | - | - | - | - | - |
| 150  | 145  | - | - | - | - | - | - | - |

## Culture locale et patrimoine

### Lieux et monuments
- L'église Saint-Martin de Monthenault, bâtie en 1932 sur les plans de l'architecte Albert-Paul Müller. Les décors intérieurs de l'église sont inscrits à l'inventaire des monuments historiques depuis 2001[26] et l’église est classée au titre des bâtiments depuis 2025.

#### Galerie: l'église Saint-Martin

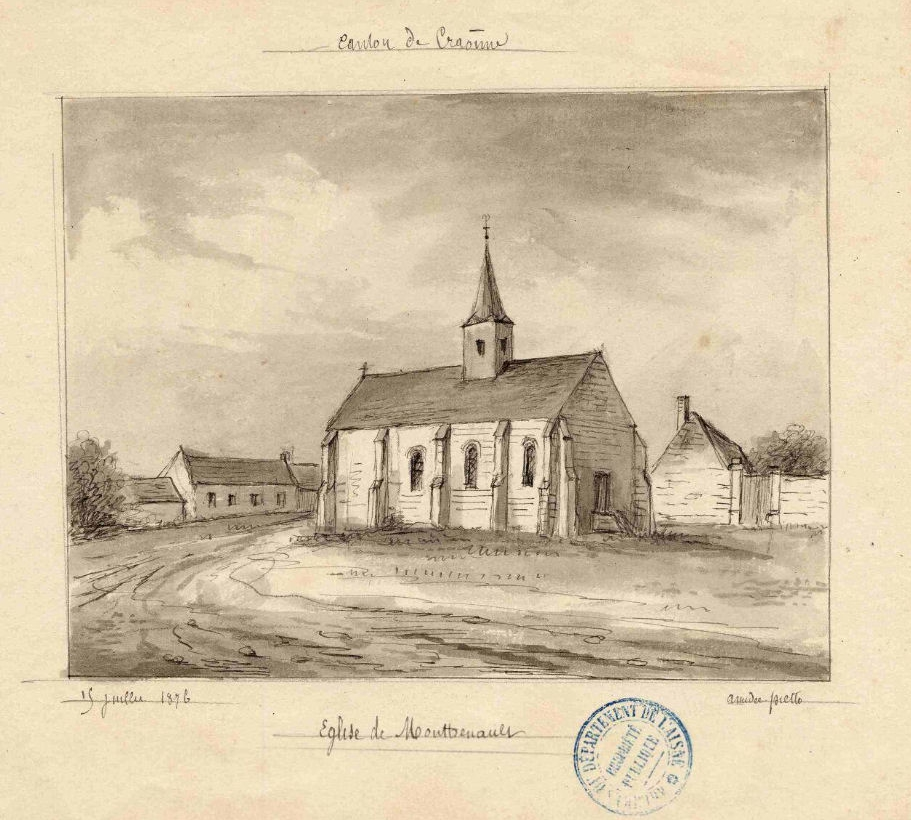
Gravure de l'église en 1876.
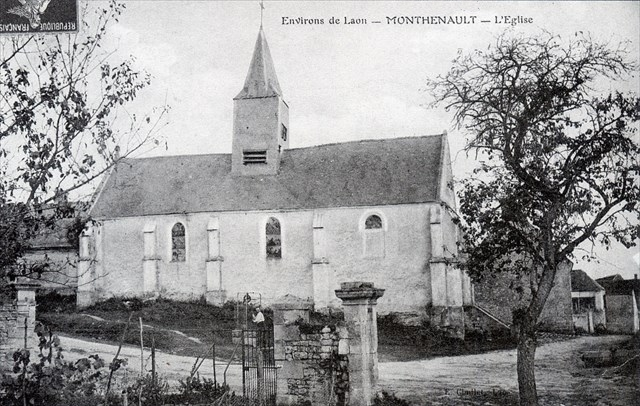
L'église avant 1914.
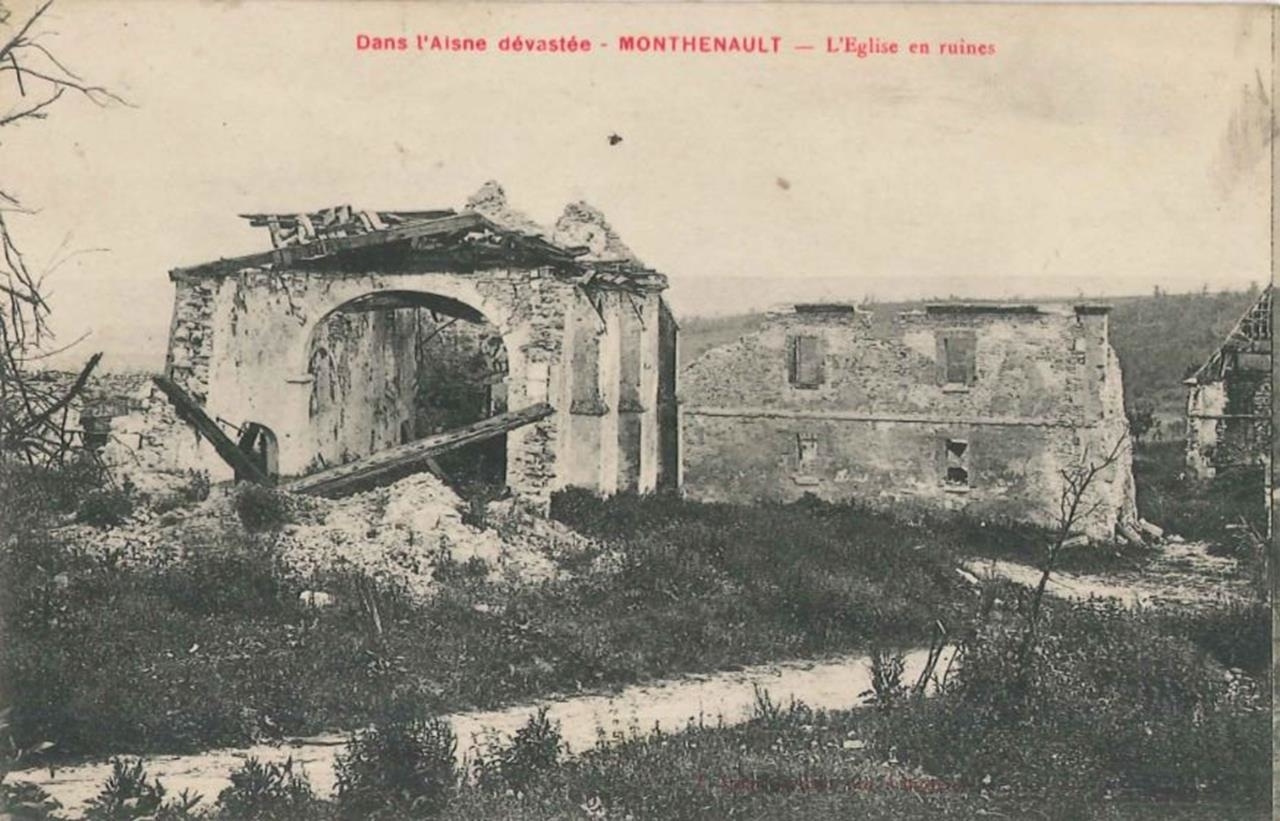
L'église en ruines en 1918.
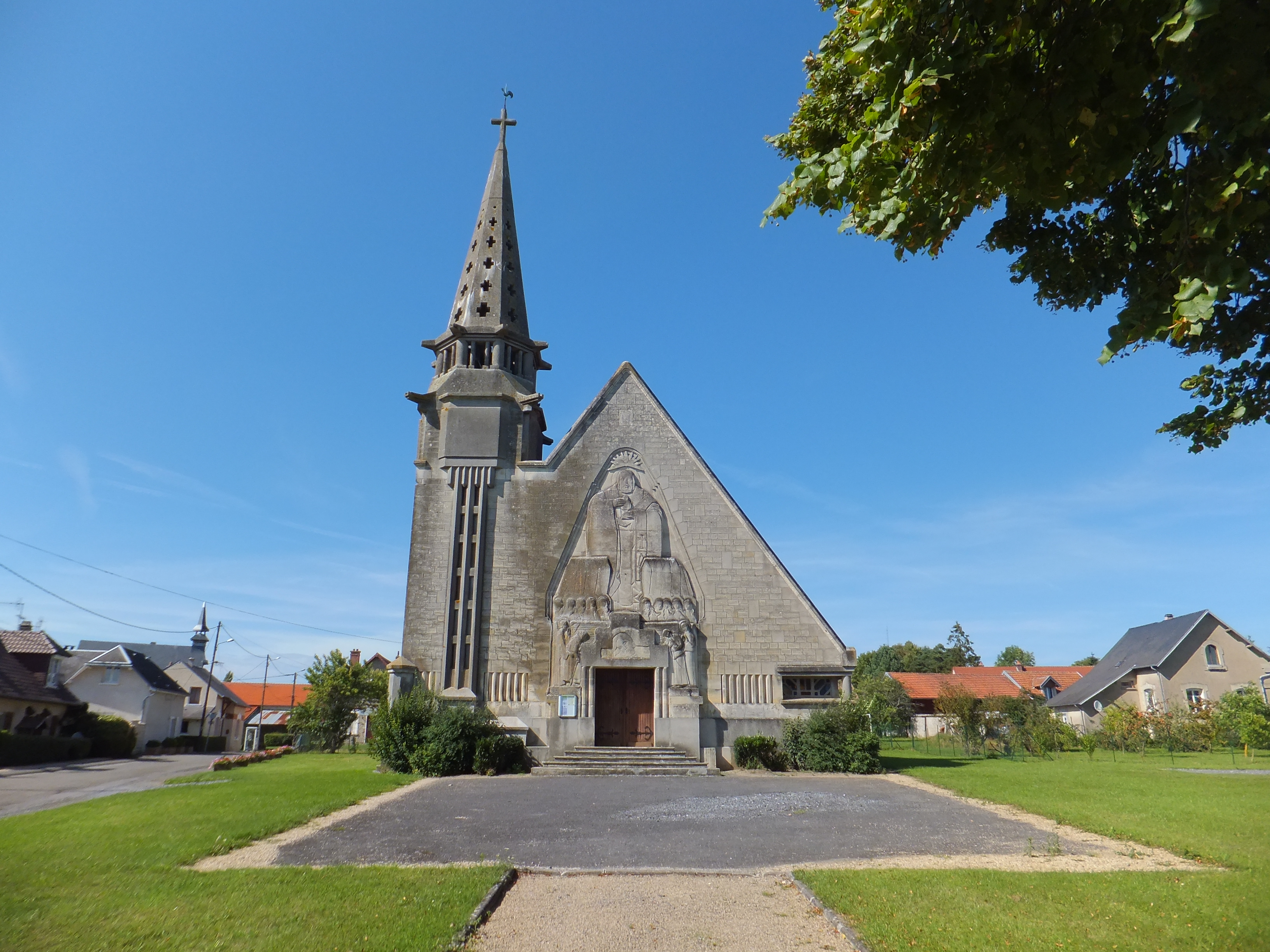
Vue de l'église.
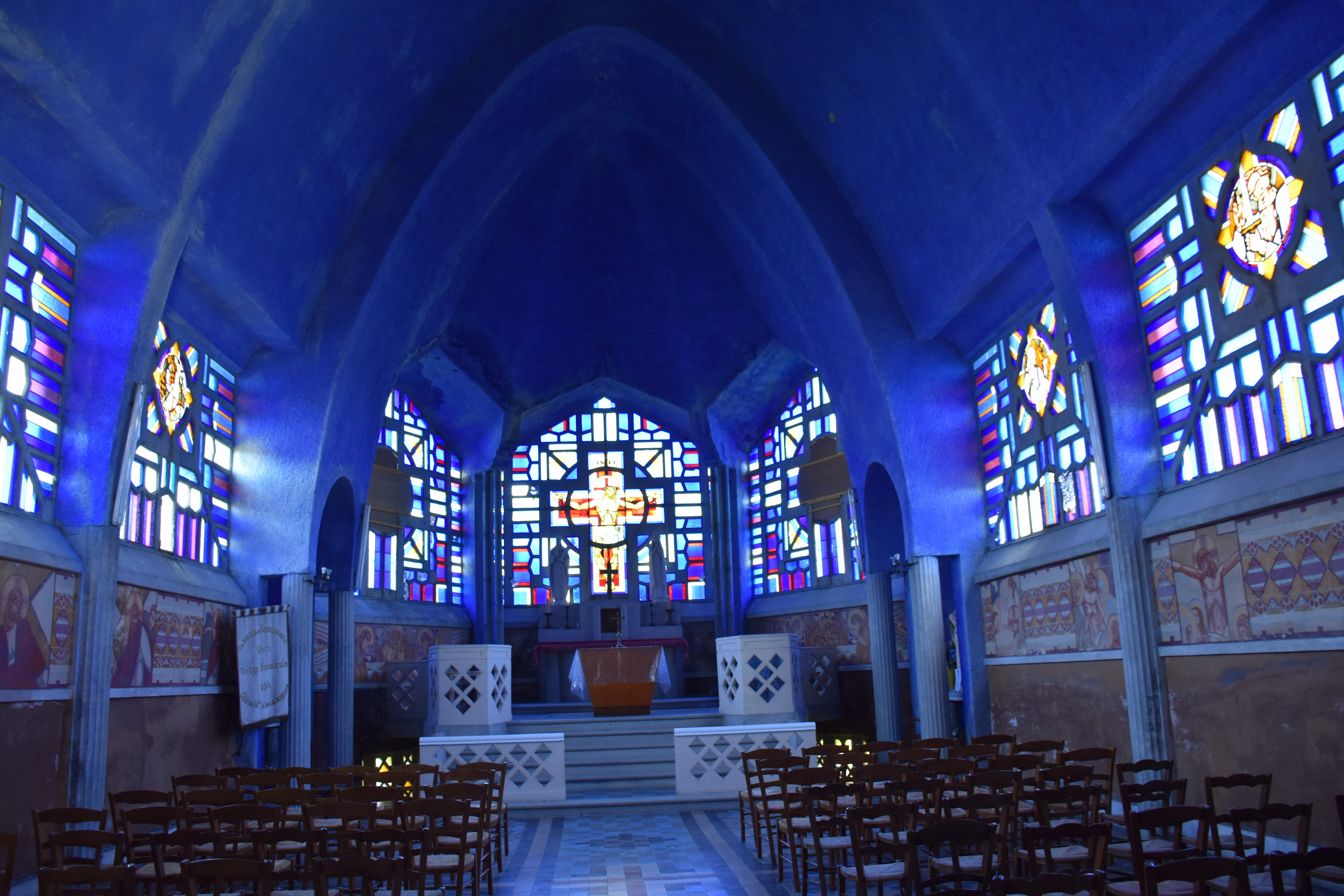
Intérieur de l'église.

- Le château de Monthenault - Privé.

### Personnalités liées à la commune
- La branche de Monthenault de la Maison de Chambly, seigneurs de Monthenault.

## Pour approfondir